# Extreme Rules (2014)
Extreme Rules (2014) — шестое по счёту шоу Extreme Rules, PPV-шоу производства американского рестлинг-промоушна WWE. Шоу прошло 4 мая 2014 года.

## Результаты
| №                                 | Матч | Тип Матча                                                                | Время |
| --------------------------------- | --- | ------------------------------------------------------------------------ | ----- |
| Kickoff                           | Эль Торито (с Los Matadores (Диего и Фернандо)) победил Хорнсвоггла (с 3МВ (Дрю Макинтайр, Хит Слейтер и Джиндер Махал)) | «ВиЛС» матч                                                              | 10:53 |
| 1                                 | Сезаро (с Полом Хейманом) победил Джека Сваггера (с Зебом Кольтером) и Роба Ван Дама                                     | Матч «Тройная угроза» на выбывание                                       | 12:34 |
| 2                                 | Александр Русев (с Ланой) победил R-Truth и Ксавье Вудса после болевого                                                  | Матч 2 против 1                                                          | 02:53 |
| 3                                 | «Плохие Новости» Барретт победил Биг И (с)                                                                               | Одиночный матч за титул интерконтинентального чемпиона WWE               | 07:55 |
| 4                                 | Щит (Дин Эмброус, Сет Роллинс и Роман Рейнс) победили Эволюцию (Игрок, Рэнди Ортон и Батиста)                            | Командный матч 3x3                                                       | 20:02 |
| 5                                 | Брэй Уайатт победил Джона Сину                                                                                           | Матч в стальной клетке                                                   | 21:26 |
| 6                                 | Пэйдж (с) победила Тамину Снуку после болевого                                                                           | Женский матч за титул чемпионки див                                      | 06:18 |
| 7                                 | Дэниел Брайан (с) победил Кейна                                                                                          | Матч по экстремальным правилам за титул чемпиона мира в тяжёлом весе WWE | 22:44 |
| (c) — чемпион на момент поединка. | |                                                                          |       |

### Матч «Тройная Угроза» на выбывание
| Номер уничтожения | Рестлер      | Уничтожен       | Прием                                                                | Время  |        |
| ----------------- | ------------ | --------------- | -------------------------------------------------------------------- | ------ | ------ |
| 1                 | Джек Сваггер | Робом Ван Дамом | Суперплекс от Сезаро и пятизвёздочный сплэш лягушки от Роба Ван Дама | 06:27  |        |
| 2                 | Роб Ван Дам  | Сезаро          | Нейтрализатор на мусорный бак                                        | 12:34  |        |
| Победитель        | Сезаро       | Сезаро          | Сезаро                                                               | Сезаро | Сезаро |